# Benkara scandens
Benkara scandens là một loài thực vật có hoa trong họ Thiến thảo. Loài này được (Thunb.) Ridsdale mô tả khoa học đầu tiên năm 2008.